# Kost
Kost (latinsko os) je trden organ, ki tvori del okostja pri vretenčarjih. Kosti služijo mehanski opori in varovanju telesa, poleg tega pa v njih nastajajo rdeča in bela krvna telesca. V kosteh se shranjujejo mnogi minerali, ki so življenjskega pomena za telo. Na kosti so pripete mišice, ki s krčenjem v sistemu kosti, vezi in sklepov omogočajo gibanje telesa. 
Trdnost kostem daje kostno tkivo (kostnina), ki ga v veliki tvori poapnela medceličnina.
Kosti pri človeku predstavljajo do 20 % telesne mase, so različnih oblik in velikosti. Povprečen odrasel človek ima v telesu 206 kosti, neupoštevajoč množico majhnih sezamoidnih kosti v kitah. Največja je stegnenica, najmanjša pa stremence v srednjem ušesu, ki sodeluje pri sluhu.

## Bolezni kosti
- Ahondroplazija